# Franjo Golob (politik)
Franc (Franjo) Golob, slovenski politik in župan Občine Vuzenica, * 2. avgust 1967, Sv. Vid.
Leta 2012 je bil izvoljen v Državni svet RS kot predstavnik lokalnih interesov volilne enote št. 19.